# Eikenkronkelstafje
De eikenkronkelstafje (Coccomyces tumidus) is een schimmel behorend tot de familie Rhytismataceae. Hij komt voor afgevallen bladeren van verschillende bomen en struiken waaronder eik (Quercus).

## Kenmerken
Apothecia zijn 2000-2500 µm in diameter, 600-700 µm hoog, bolvormig, oppervlakkig groeiend aan beide zijden van de bladeren. Ze zijn lichtgeel bij vers exemplaren en donkerbruin bij droogte. Apothecia worden gevormd op onderstammen. Het endostroma zijn 15-20 µm dik, gevormd door onregelmatige pseudoparenchymcellen met een diameter van 10-20 µm, zwart in 5% KOH. Excipule is 50 µm dik, gevormd door pseudoparenchymale cellen, lichtbruin in 5% KOH, 5–8 µm in diameter. Subhymenium is 25-50 µm dik, breder naar het midden toe, hoekig, met veelvlakkige tot onregelmatige cellen, tot 5 µm in diameter, glazig in 5% KOH. Hymenium is 260–270 µm dik, met een glazig uiterlijk; Parafysen zijn 200–220 µm lang en tot 1 µm dik, rond, met een gebogen punt, draadachtig, glasachtig in 5% KOH. Asci zijn 180–195 × 5–6 µm, knotsvormig, 8-sporig, hyaliene in 5% KOH. Ascosporen 30–40 × 4–5 µm, naar de basis toe verlengd, filamenteus tot knotsvormig, glad, dunwandig, hyaliene in 5% KOH, zonder slijmlaag.

## Ecologie
Een saprotrofe schimmel die zich ontwikkelt op gevallen bladeren van bomen, vaak gevonden onder het oppervlak van het bladafval en hecht aan andere naburige bladeren. Op de bladeren van bomen en struiken werden gevonden: esdoorn (Acer), berk (Betula), tamme kastanje (Castanea sativa), beuk (Fagus), Gaultheria, populier (Populus), eik (Quercus), braam (Rubus). De meeste betreffen soorten uit de beukenfamilie (Fagaceae). De schimmel wordt tijdens nat en regenachtig weer door de lucht verspreid via ascosporen.
Op het gematigde noordelijk halfrond vinden de meeste infecties plaats in de late zomer en vroege herfst, wat suggereert dat de schimmel alleen ouder wordende bladeren infecteert.

## Verspreiding
Coccomyces tumidus komt voor in Noord-Amerika en Europa. 
In Nederland komt het eikenkronkelstafje zeldzaam voor.